# بلکافسکی (آلاسکا)

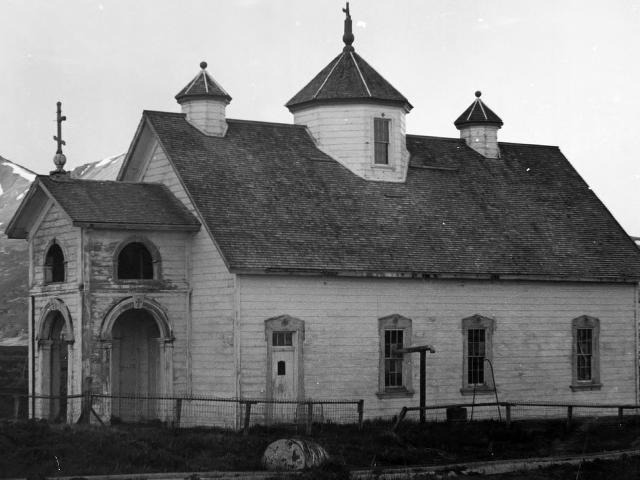
تاریخچه آن را نشان می دهد

بلکافسکی، آلاسکا (انگلیسی: Belkofski, Alaska) یک محدوده ثبت نشده در قصبه آلیوت شرقی در آلاسکا

## موقعیت
بلکافسکی در پایانه شرقی شبه جزیره آلاسکا و در ۱۲ مایلی جنوب شرقی کینگ کوو، آلاسکا واقع شده‌است

## تاریخچه
آلیوت را در ۱۸۲۳ روس‌ها در بلکافسکی برای صید سمور دریاییبناکردند و سپس در۱۸۸۰ سه مغازه در آن دائر شد و یک کلیسای ارتدکس روسیبناشد. وقتی سمورهای دریایی تمام شد و جمعیت هم کاهش یافت.